# L'alba della notte
L'alba della notte (The Night's Dawn Trilogy) è una trilogia di romanzi di fantascienza di Peter F. Hamilton.
Per l'edizione italiana, nella collana Urania Mondadori, i romanzi sono stati divisi in più volumi.
La serie è composta dai romanzi:
- La crisi della realtà (The Reality Dysfunction, 1996), pubblicato in italiano in quattro volumi:
  - La crisi della realtà 1 - Emergenza!
  - La crisi della realtà 2 - Attacco!
  - La crisi della realtà 3 - Potere totale
  - La crisi della realtà 4 - Contrattacco
- L'alchimista delle stelle (The Neutronium Alchemist, 1997), pubblicato in italiano in quattro volumi:
  - L'alchimista delle stelle 1 - I morti contro i vivi
  - L'alchimista delle stelle 2 - Il nemico
  - L'alchimista delle stelle 3 - Collasso
  - L'alchimista delle stelle 4 - Il grande conflitto
- Il dio nudo (The Naked God, 1999), pubblicato in italiano in due volumi:
  - Il dio nudo: prima parte
  - Il dio nudo: seconda parte

## Ambientazione

### Razze
- Umani 
  - Adamisti
  - Edenisti
- Jiciro
- Kiint
- Laymil
- Ly-Cilph
- Mosdva
- Ridbat
- Tyrathca
- Orgathé
- "Campanellini"

### Pianeti
- Atlantis
- Avon
- Garissa
- Giove
- Jobis
- Kulu
- Kursk
- Lalonde
- Marte
- Mastrit-PJ
- Mirchusko
- New California
- Norfolk
- Nyvan
- Ombey
- Omuta
- Oshanko
- Saturno
- Terra
- Yosemite

### Habitat
- Tranquillity
- Valisk
- Eden
- Pallas
- Perseus
- Remus
- Romulus
- Aethra

## Personaggi
- Samuel Aleksandrovich
- Joshua Calvert
- Liol Calvert
- Al Capone
- Dariat
- Quinn Dexter
- André Duchamp
- Ashly Hanson
- Ralph Hilch
- Louise Kavanagh
- Laton
- Dr. Alkad Mzu
- Rubra
- Ione Saldana
- Gerald Skibbow
- Marie Skibbow
- Syrinx
- Wing-Tsit Chong

## Cronologia
- 2020: Inizio dello sfruttamento minerario della Luna.
- 2037: Inizio dell'applicazione dell'ingegneria genetica su vasta scala sugli umani (generia).
- 2044: Riunificazione del Cristianesimo.
- 2055: Le colonie lunari ottengono l'indipendenza.
- 2058: Wing-Tsit Chong inventa l'affinità (neuroni simbionti per controllare gli animali).
- 2064: La Jovian Sky Power Corporation inizia la raccolta di He-3 dall'atmosfera di Giove.
- 2064: Riunificazione islamica tra sunniti e sciiti.
- 2075: Germinazione di Eden in orbita attorno a Giove.
- 2077: Inizio delle ricerche sul sistema di propulsione stellare ZTT.
- 2085: Eden viene aperto alla colonizzazione.
- 2090: Wing-Tsit Chong muore e diviene la prima persona a trasferire le proprie memorie in un habitat.

Inizio della cultura edenista. Tutti i cristiani con il gene dell'affinità vengono scomunicati dalla papessa Eleonora I.
- 2103: I governi della Terra si fondono nel Governo Centrale.
- 2115: Primo utilizzo della propulsione ZTT. (una nave di New Kong viene trasferita istantaneamente dalla Terra a Marte.)
- 2118: Prima esplorazione di un sistema planetario extrasolare.
- 2125: Prima colonia extrasolare stabilita su Felicity, in orbita attorno alla stella Ross 154.
- 2180: Costruzione della prima torre orbitale terrestre.
- 2205: Costruzione della prima stazione di produzione di antimateria.
- 2210: Richard Saldana fonda una colonia cristiana su Kulu.
- 2218: Gestazione del primo spaziofalco. (un'astronave biotecnologica)
- 2232: Primo utilizzo dell'animateria come arma. Rimangono uccise circa 27.000 persone.
- 2238: Firma del Trattato di Deimos, che proibisce la produzione e l'impiego di antimateria in tutto il sistema solare.
- 2240: Gerrald Saldana incoronato re di Kulu.
- 2271: Summit di tutti i governi planetari ad Avon, e messa al bando dell'antimateria nell'intero spazio abitato.

Per mantenere l'accordo viene fondata la Confederazione Umana e vengono costruite le prime navi da guerra della Confederazione.
- 2300: Gli edenisti entrano a far parte della Confederazione.
- 2301: Primo contatto con i Jiciro.
- 2330: Gestazione del primo nerofalco.
- 2356: Primo contatto con i Kiint.
- 2371: Colonizzazione di Atlantis ad opera degli edenisti.
- 2395: Primo contatto con i Tyrathca.
- 2420: Le navi di Kulu scoprono l'Anello di Rovine.
- 2432: Il principe Michael Saldana va in esilio dopo la procreazione di suo figlio Maurice con il gene dell'affinità.
- 2550: Il terraforming di Marte rende finalmente il pianeta abitabile.
- 2581: Sterminio dell'intera popolazione del pianeta Garissa ad opera di una flotta mercenaria agli ordini di Omuta mediante lo sgancio di dodici bombe antimateria.

Interdizione trentennale di Omuta stabilita dalla Confederazione.
- 2582: Colonizzazione di Lalonde.

### Edizioni
- (EN) Peter F. Hamilton, The Reality Dysfunction, Grove Pub, 1996, ISBN 1-56865-501-0.
- (EN) Peter F. Hamilton, The Neutronium Alchemist, Warner Books, 1997, ISBN 1-56865-762-5.
- (EN) Peter F. Hamilton, The Naked God, Pan MacMillan, 1999, ISBN 0-333-68791-4.